# Damsel in distress

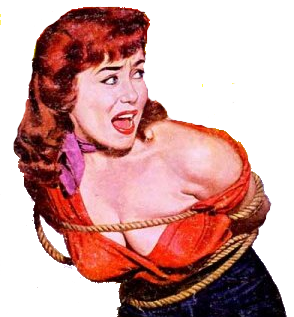
パルプマガジンに描かれた囚われの姫君（1958年）

Damsel in distress（ダムゼル・イン・ディストレス）または囚われの姫（君）・捕らわれの姫君・苦難の乙女は、映画・小説などで多用される「危機に陥る女性」のキャラクター類型・モチーフ。略称はDID。複数形で表記する場合もある。なお、英語のdamselは“若い未婚女性”の意。
ホイット・スティルマン監督の2011年公開のアメリカ映画に『ダムゼル・イン・ディストレス バイオレットの青春セラピー』（原題：Damsels in Distress）があるが、これは大学を舞台にし女子大生たちを主人公にしたコメディである。

## 概要

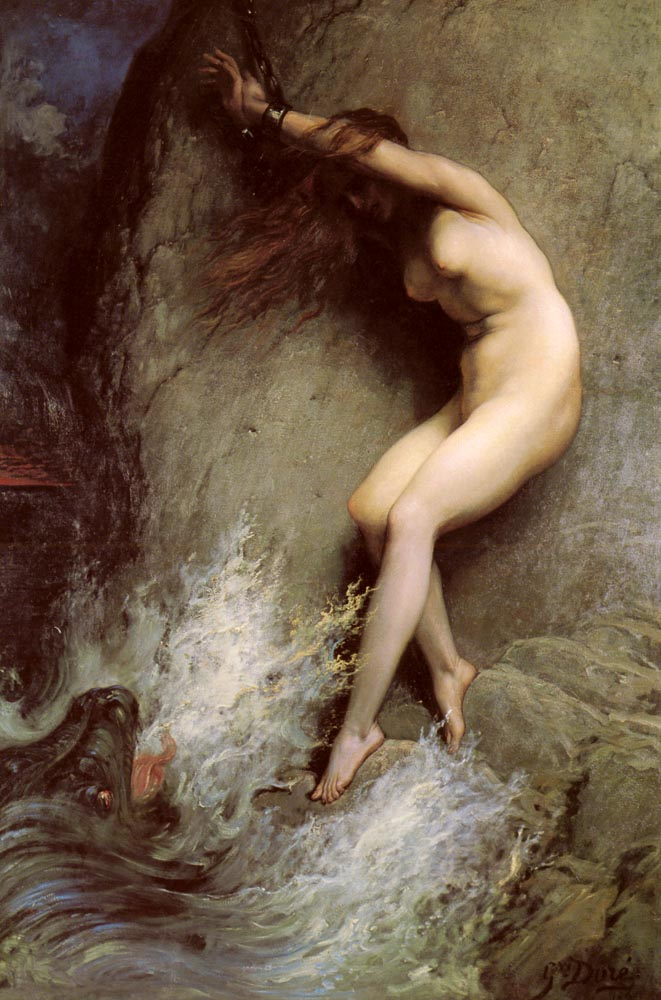
ギュスターヴ・ドレによるアンドロメダ

神話類型は、アンドロメダ型神話の英雄譚に多く登場する。DIDは若い未婚の女性である場合が多い。英雄が救出する対象としてのモチーフであり、有名な例としては、アンドロメダ（ギリシア神話）、クシナダヒメ（日本神話／ヤマタノオロチ退治）などがある。この類型は中世の物語から現代の小説・映画・マンガ・アニメなどにも引き継がれている。

## 特徴
こうした女性は若く魅力的で、悪漢・怪物・異星人などにさらわれ危機に陥ることが多い。多くはその際に縄や拘束具で縛られ、あるいは檻に入れられ、または監視付きの軟禁状態で自由を奪われていることがほとんどである。救出された場合に主人公と恋に落ちることも少なくない。西部劇などで多く見られたこうしたヒロイン像は、その後の活劇にも様々な形で用いられている。

## 現実世界でのDID
DIDは極めて多用される類型であるため、現実世界の事件を重ね合わせてしまうことがしばしば起こる。その典型例はイラク戦争でのジェシカ・リンチ救出劇である。アメリカでは報道が過熱し、DID的なTV映画("Saving Jessica Lynch")が制作される騒ぎまでになった。

## フェティッシュとしてのDID

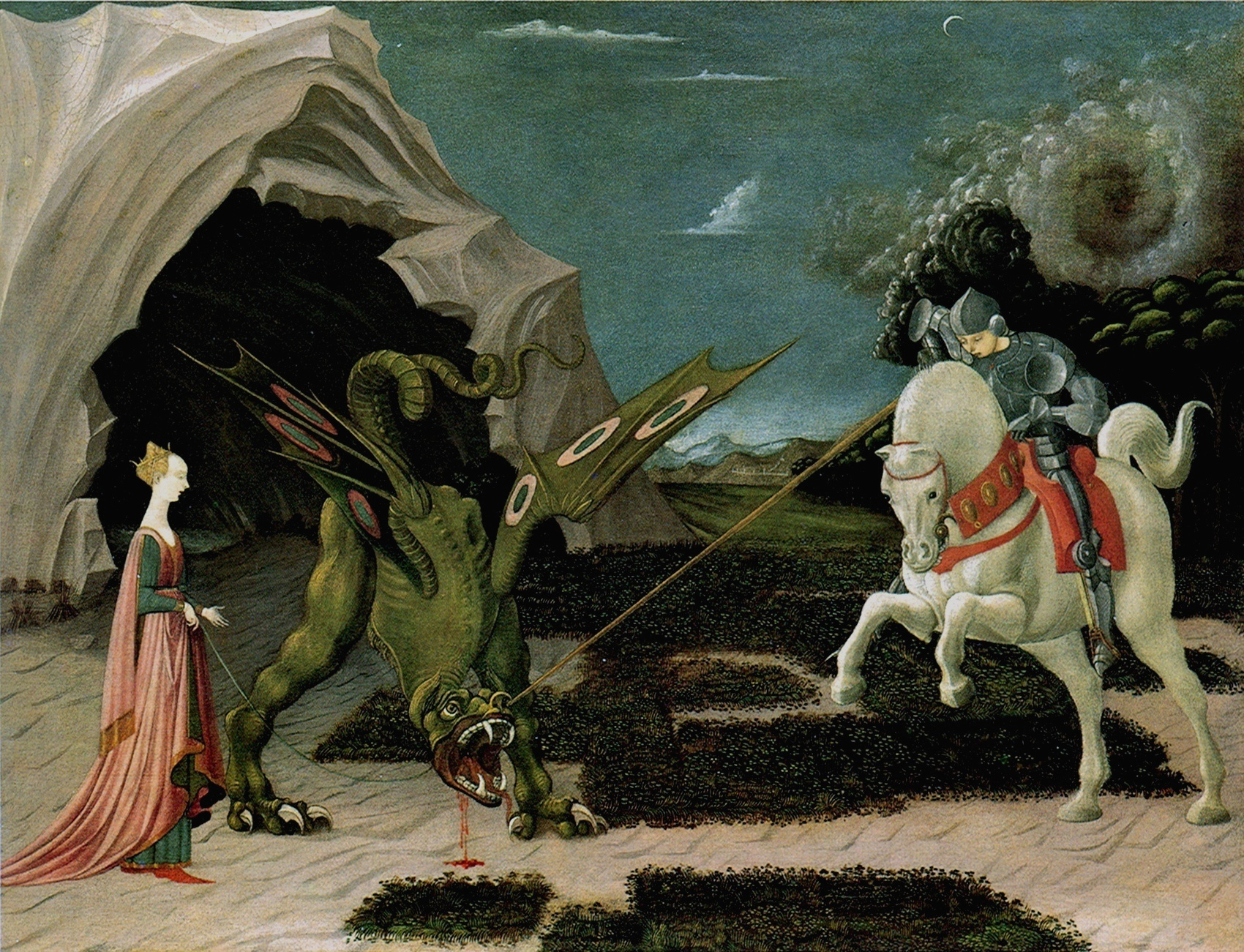
ゲオルギウスのドラゴン退治

人物類型としてのDamsel in distressおよび、危機に陥った女性というシチュエーションに対し、著しい興味を引かれる人々が存在している。
多くの映画やテレビドラマなどでこうした場面が登場するが、ジョン・ウィリーやアービング・クロウらが出版した多くのボンデージマガジン、ボンデージコミックはこうした嗜好をよりフェティッシュなものへと昇華させた。1950年代に彼らの出版した雑誌『Bizarre』などには衣服を着たままで拘束される美女（出版規制もありNo Nude No Sexであった）が多く載せられ、Damsel in distressのみを切り出していた。